# Zaborów (gromada w powiecie pruszkowskim)
Zaborów – dawna gromada, czyli najmniejsza jednostka podziału terytorialnego Polskiej Rzeczypospolitej Ludowej w latach 1954–1972.
Gromady, z gromadzkimi radami narodowymi (GRN) jako organami władzy najniższego stopnia na wsi, funkcjonowały od reformy reorganizującej administrację wiejską przeprowadzonej jesienią 1954 do momentu ich zniesienia z dniem 1 stycznia 1973, tym samym wypierając organizację gminną w latach 1954–1972.
Gromadę Zaborów z siedzibą GRN w Zaborowie utworzono – jako jedną z 8759 gromad na obszarze Polski – w powiecie pruszkowskim w woj. warszawskim, na mocy uchwały nr VI/10/15/54 WRN w Warszawie z dnia 5 października 1954. W skład jednostki weszły obszary dotychczasowych gromad Buda, Feliksów, Mariew, Wąsy, Wiktorów, Wólka, Wyględy i Zaborówek oraz wieś Ławy z dotychczasowej gromady Ławy ze zniesionej gminy Zaborów w tymże powiecie. Dla gromady ustalono 25 członków gromadzkiej rady narodowej.
31 grudnia 1961 do gromady Zaborów włączono obszar zniesionej gromady Borzęcin Duży w tymże powiecie.
Gromada przetrwała do końca 1972 roku, czyli do kolejnej reformy gminnej.